# Thomas Allen (matematician)
Thomas Allen (sau Alleyn) (n. 21 decembrie 1542 – d. 30 septembrie 1632) a fost un matematician și astrolog englez.
A fost și profesor și a menținut contacte strânse cu lumea științifică a epocii.

## Biografie
A studiat la Trinity College din Oxford.
O perioadă a fost reținut la curtea contelui Northumberland, protectorul matematicienilor din acea epocă.
Allen a întreprins o serie de călătorii în Orient, a adunat manuscrise din antichitate, de matematică, astronomie, filozofie și a format o vestită bibliotecă, numită alleniană, după numele său.

## Scrieri
- Ptolemai Pelusiensis de astrorum judiciis, aut set vulgo vocant
- Quadripartitate contructionis, liber secundus, cum expositione Thomae Alleyn, Angli saxoniensis
- Claudiu Ptolemai de astrorum judiciis liber tertius, cum expositione Thomae Alleyn.

1. 1 2 3 4 5  MacTutor History of Mathematics archive
2. ↑  Oxford Dictionary of National Biography
3. ↑  MacTutor History of Mathematics archive, accesat în 22 august 2017
4. ↑  Find a Grave
5. ↑  , p. 82 https://books.google.cat/books?id=7q48AAAAIAAJ Lipsește sau este vid: |title= (ajutor)
6. 1 2 3  , p. 82 https://books.google.cat/books?id=7q48AAAAIAAJ&pg=PA82 Lipsește sau este vid: |title= (ajutor)